# Tianjin CTF Finance Centre
Tianjin CTF Finance Centre, chiamato anche Chow Tai Fook Binhai Center o CTF Tianjin Tower, è un grattacielo situato a Tianjin, in Cina progettato dalla Skidmore, Owings and Merrill.
La costruzione è iniziata nel 2013 ed è stata completata nel 2019. Il grattacielo è il secondo edificio più alto a Tianjin. Si trova nel distretto esterno dell'area economica e tecnologica di sviluppo di Tianjin.